# Titolazione coulombometrica
Una titolazione coulombometrica è una titolazione in cui il titolante è generato per via elettrochimica in condizioni amperostatiche, si tratta quindi di una tecnica coulombometrica a corrente costante.
La produzione del titolante può avvenire in due modi: mediante ossidazione di un elettrodo metallico oppure un reattivo ausiliare (detto precursore) che a seguito della reazione elettrolitica genera la specie che reagisce con l'analita. Questo può avvenire sia all'interno della soluzione da titolare che all'esterno dove la cella elettrolitica produce il reattivo che poi viene inviato nel becher di titolazione. Quest'ultima variante viene applicata nel caso in cui si debba separare il prodotto catodico da quello anodico. In tutti i casi il precursore non deve reagire con l'analita.
La generazione del titolante al momento dell'analisi permette di ovviare ad un inconveniente comune a tutti i laboratori di analisi cioè quello di preparare, standardizzare e conservare le soluzioni standard dei vari titolanti; in questo tipo di analisi il reattivo standard comune a tutte le analisi è l'elettrone. Ciò comporta che possano essere utilizzati anche reattivi poco stabili e quindi eterodossi in volumetria classica, ad esempio: Ag2+, Mn3+, Cr2+ e Cu rameoso come CuCl32−.

## Applicazioni
La determinazione quantitativa avviene calcolando le moli di titolante prodotto a partire dalle moli di elettroni utilizzate, queste si ottengono misurando la quantità di carica Q = I·t dove I è costante e il tempo è misurato da un cronometro di precisione che viene azionato dall'apertura-chiusura del circuito elettrolitico.

### Titolazioni acido-base
Un circuito esterno, tramite elettrolisi dell'acqua, produce ioni H+ e OH−:
- al catodo:
2e− + 2H2O → H2 + 2OH−
- all'anodo:
2H2O → O2 + 4H+ + 4e−

L'anodo e il catodo sono divisi da un setto poroso (spesso si usa lana di vetro); se si deve titolare un acido sarà il prodotto catodico ad essere convogliato alla soluzione, viceversa nel caso di alcalinimetria.
Nel primo caso il vantaggio maggiore è l'assenza di carbonatazione della soluzione standard.

### Titolazioni redox
L'elettrolisi del precursore produce una specie che ossida o riduce l'analita.
Ad esempio si può mettere in pratica la cerimetria:
Ce3+ → Ce4+ + e−
Ce4+ + Fe2+ → Fe3+ + Ce3+

### Argentometria
Un anodo di argento libera ioni Ag+ che precipitano gli alogenuri e complessano cianuro e tiocianato:
Ag → Ag+ + e−
Ag+ + X− → AgX(s)
Ag+ + CN− → Ag(CN)2−

### Titolazione con alogeni
Da soluzioni di algenuri si possono ottenere alogeni per titolazioni redox o di composti organici che reagiscono in vario modo con gli alogeni. Molto usato è il bromo generato da soluzioni di bromuro:
2Br− → Br2 + 2e−
Gli analiti sono del tutto analoghi a quelli della bromatometria.

### Titolazioni complessometriche
Usate soprattutto per titolare l'EDTA, viene prodotto lo ione mercurico da un elettrodo a pozzetto di mercurio che forma un complesso molto stabile con l'EDTA:
Hg → Hg2+ + 2e−
Hg2+ + H2Y2− → HgY2− + 2H+

## Mezzi indicatori
A differenza delle altre titolazioni elettrochimiche, l'apparato strumentale non è l'indicatore del punto finale perciò occorre affiancare a questa tecnica un mezzo indicatore che indichi il momento in cui aprire il circuito.
Il punto finale può essere individuato per via:
- potenziometrica
- amperometrica
- conduttimetrica
- colorimetrica 
  - indicatori chimici
  - spettrofotometria nell'UV e nel visibile